# Ludvig XIV av Frankrike
Ludvig XIV (franska: Louis XIV), kallad solkungen (le Roi Soleil), född 5 september 1638 i Saint-Germain-en-Laye, Frankrike, död 1 september 1715 i Versailles, Frankrike, var kung av Frankrike och Navarra från 14 maj 1643 till sin död.
Ludvig var son till Ludvig XIII och Anna av Österrike som var dotter till Filip III av Spanien och Margareta av Österrike. Han besteg tronen ett par månader före sin femte födelsedag, men fram till 1661 styrdes riket av kardinal Mazarin. Ludvig XIV var kung i 72 år och är därmed den längst regerande monarken i Europas historia. Ludvig stärkte Frankrikes position som stormakt och införde kungligt envälde i landet. Under hans tid vid makten utkämpade Frankrike tre storkrig: Fransk-nederländska kriget, pfalziska tronföljdskriget och spanska tronföljdskriget.
Ludvigs roll i politiken och i militären fylldes i av namn som Mazarin, Fouquet, Colbert, prinsen av Condé, Bourbon, Turenne, Vauban, Villars med flera. Även på den konstnärliga sidan ökade Frankrikes inflytande genom personer som Molière, Racine, Lafayette, Boileau, de La Fontaine, Le Brun, markisinnan de Sablé, Hardouin-Mansart, Rigaud, Lully, Le Nôtre med flera.

## Biografi
Fram till 1661 styrdes Ludvigs rike inte av honom personligen, utan av kardinal Mazarin. Under denna tid vann Frankrike i Westfaliska freden efter det trettioåriga kriget.
När Ludvig personligen tog över regeringen var Frankrike Europas mäktigaste stat. I det vidsträckta tyska kejsarriket hade franske kungen mer att säga till om än vad den tyske kejsaren hade.
Ludvig lät bygga till det av Ludvig XIII påbörjade slottet i Versailles, som blev den stora förebilden för många andra regenter och furstar runt om i Europa när det gällde att skapa arkitektonisk inramning till furstlig makt.

### Tidiga år

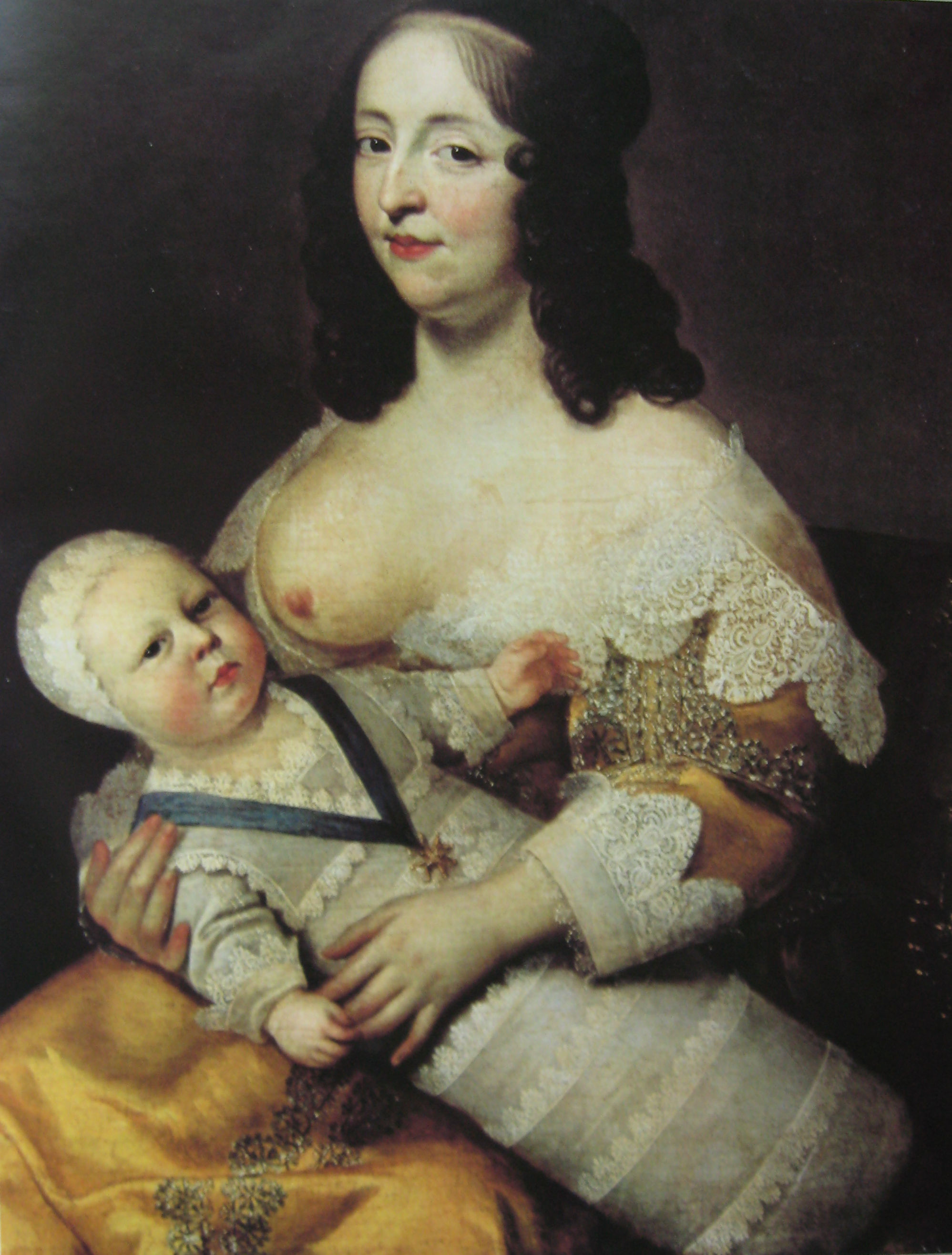
Ludvig som bebis med sin amma Longuet de la Giraudiere.

Ludvig föddes 1638. Hans föräldrar Anna av Österrike och Ludvig XIII hade varit barnlösa i 23 år och nu var glädjen stor att en tronarvinge hade fötts. Han kallades "Louis-Dieudonné" ("dieudonné" betyder "gudagåva").
Man har lyckats räkna ut att Ludvigs förfäder var 28 % franska, 26 % spanska, 11 % tyska och österrikiska, 10 % portugisiska, 8 % italienska, 7 % slaviska och 7 % engelska.
När Ludvig XIII avled och hans son Ludvig (XIV) blev kung 14 maj 1643 bestämde hans mor att kardinal Mazarin skulle styra landet till dess att Ludvig var myndig.
Under sin uppväxttid sysselsatte sig Ludvig med militära övningar, med litterära studier (som visserligen blev rätt ofullständiga), samt med jakt. Kardinalen själv gjorde honom förtrogen med statens intressen och lärde honom grundligt principerna för en obegränsad kunglig makt och en erövringspolitik. Den unge monarken överlät med stort förtroende statens ledning åt Mazarin.
Det trettioåriga kriget slutade 1648 med den Westfaliska freden. Freden säkrade Nederländernas självständighet från Spanien och startade även Sveriges inflytande i tyska och europeiska affärer. Men Frankrike tjänade mest på freden. Landet erhöll av Österrike Habsburgs områden i Alsace och några områden i nuvarande Tyskland.

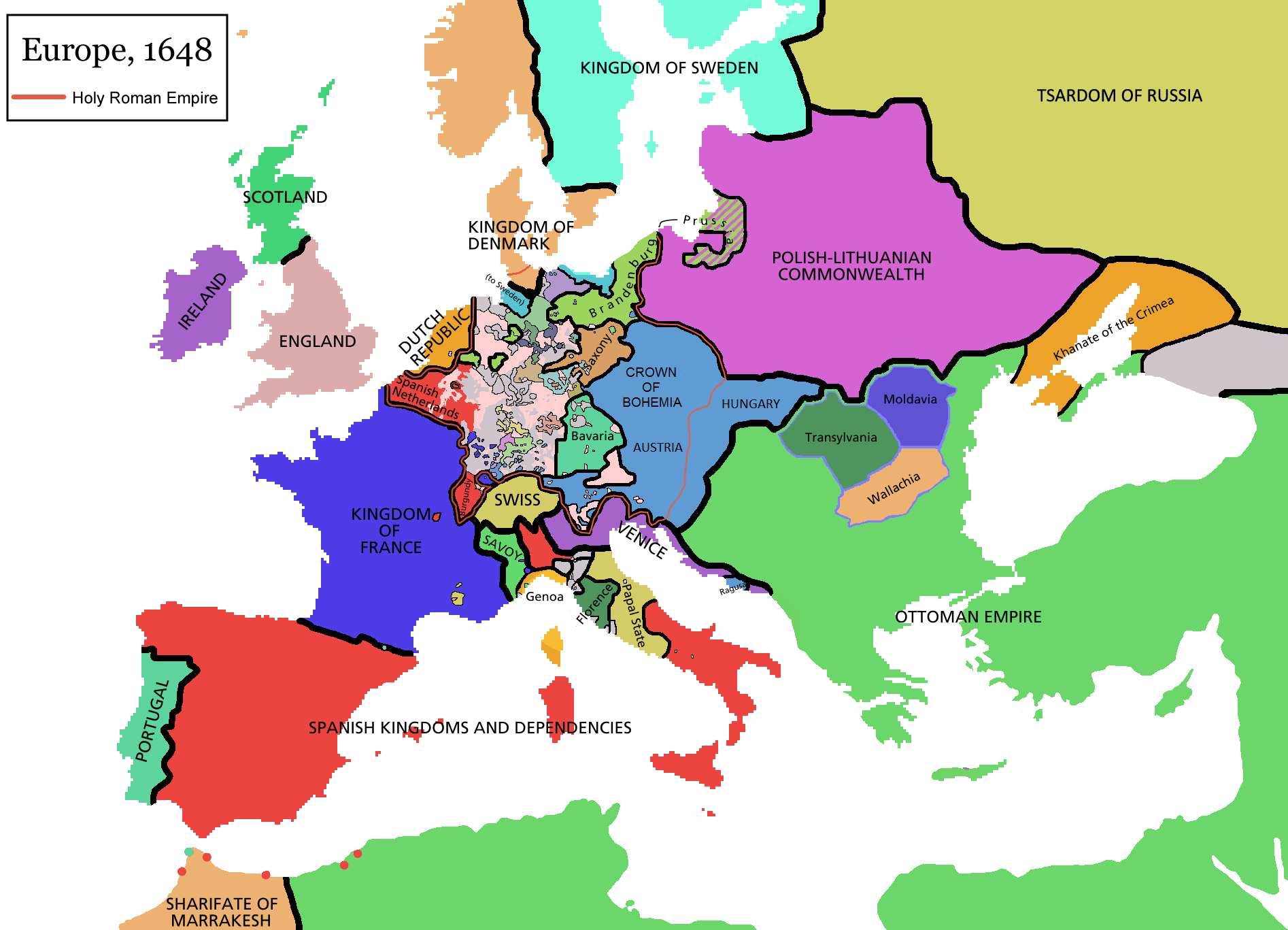
Europa efter den Westfaliska freden 1648.

Ryttarporträtt med Ludvig XIV och drottning Maria Teresa, 1660. Skoklosters slott.

I slutet av det trettioåriga kriget startade fronden, ett inbördeskrig i Frankrike. Detta minskade Frankrikes chanser att dra fördelar av Westfaliska freden. Orsaken till fronden var att makten hade blivit alltför centraliserad. Kardinal Mazarin försökte försvara kungahuset, något som urartade i kravaller i Paris. Folkmassan krävde att få se sin kung. Änkedrottningen flydde från huvudstaden. Strax efteråt skrevs Westfaliska freden på. Louis II Condé slog ner upproret.
Den andra fronden startade 1650, men slogs ned 1653.

### Slut på krigen och personligt styre
Ett krig mot Spanien hade startat 1635 (i samband med det trettioåriga kriget). Spanien besegrades och 1659 avslutades kriget med freden vid Pyrenéerna. Frankrike erhöll hela Roussillon, Artois samt delar av Flandern och Luxemburg. Ludvig tvingades också gifta sig med Maria Teresia av Spanien, med en hemgift på 500 000 guldécus. De gifte sig den 9 juni 1660. Hela hemgiften betalades aldrig av Spanien, som var bankrutt.
Den 9 mars 1661 dog Mazarin. På morgonen följande dag framträdde Ludvig för ministrarna och förklarade:
| ” | Mina herrar, jag har låtit kalla eder hit för att säga eder, att det nu är tid, att jag själf regerar. I skolen gifva mig edra råd, så ofta jag beder eder därom. Jag förbjuder eder att underteckna något, hvad det vara må, till och med ett pass, utan min befallning. I skolen hvarje dag personligen aflägga räkenskap för mig och ej gynna någon framför den andre. | „ |

Därmed började Ludvig XIV:s självhärskardöme.
Frankrikes ekonomi var mycket dålig, och 1665 gjorde Ludvig Jean-Baptiste Colbert till finansminister. Statsskulden minskades genom ett lättare skattesystem. För att öka exporten av franska varor anställdes professionella arbetare från utlandet, bland annat järnarbetare från Sverige och skeppsbyggare från Nederländerna. Kvaliteten ökade på varorna, exporten ökande och flottan förbättrades. Colbert räknas till en av merkantilismens grundare.

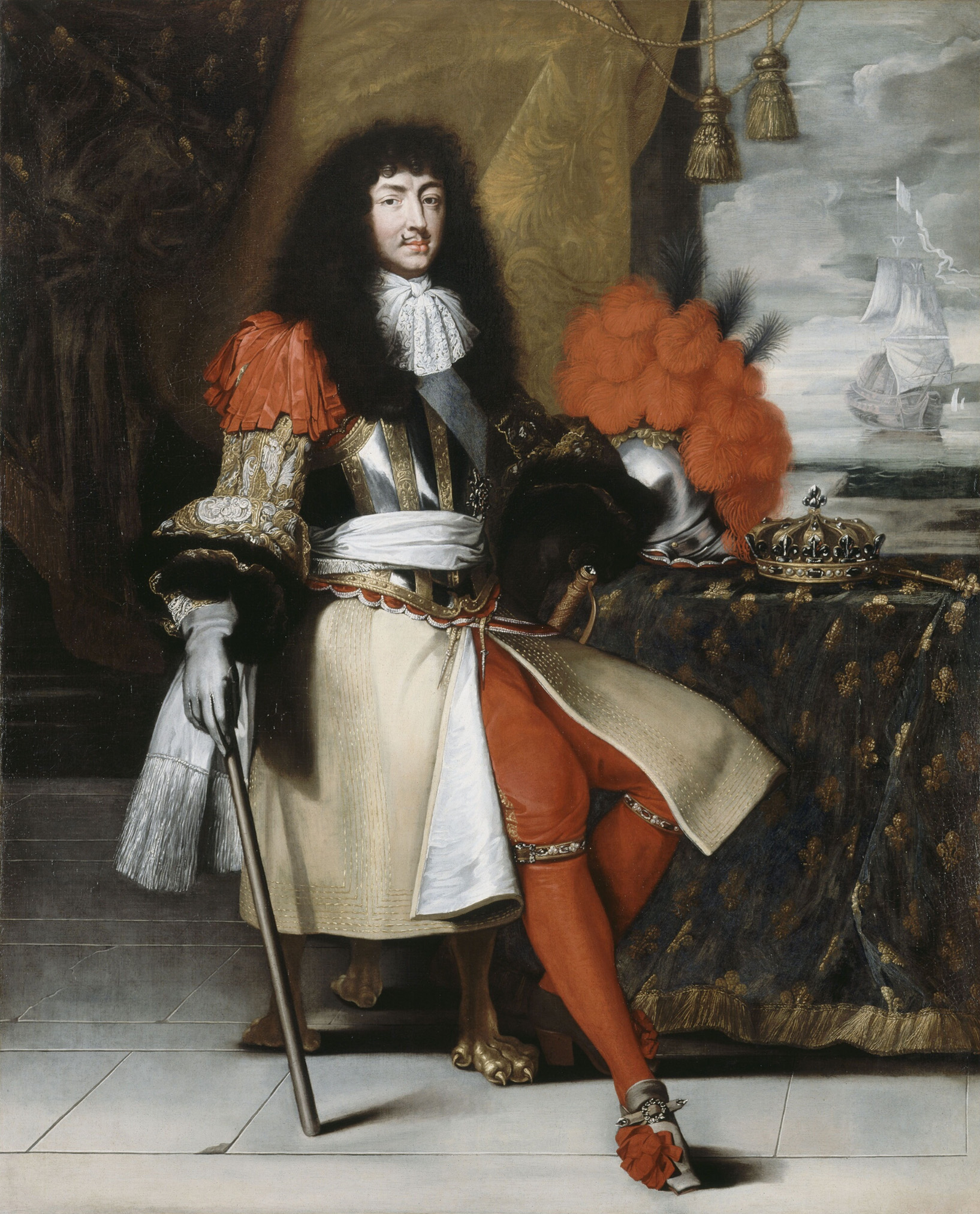
Ludvig XIV omkring 1670.

Ludvig genomförde också reformer, och skapade ett nytt lagsystem, Code Louis. Den innebar att Frankrike nu hade ett gemensamt lagsystem. Tidigare hade de norra delarna av Frankrike sedvanerätt (coutume) och de södra hade ett romerskt lagsystem. Den nya lagen skyddade också skogarna från förstörelse. 
Ludvig förklarade sig 1672 för Franska Akademiens beskyddare och han lät akademien hålla sina sammanträden i det kungliga palatset i Louvre. I samråd med Colbert upprättade han Académie des inscriptions et belles-lettres samt Franska vetenskapsakademin. På samma sätt sörjdes för konsterna. Först stiftades en akademi för de fria konsterna, därpå en fransk konstskola i Rom. Sedan följde en akademi för byggnadskonst och en musikakademi. Ludvig XIV stödde också Molière, Charles Le Brun och Jean-Baptiste Lully, Jean de La Fontaine, Pierre Mignard, med flera ekonomiskt. Han gav uppdrag åt Hyacinthe Rigaud som blev hovmålare. Kompositörer som François Couperin blev berömda under hans tid.
Bland kända byggen kan nämnas Hôtel des Invalides och slottet i Versailles. Giovanni Lorenzo Bernini var arkitekt bakom flera andra kända byggen. Han anställde Claude Perrault till att bygga en ny del i slottet Louvren.

### Krig i Nederländerna
När Ludvigs svärfar och morbror Filip IV av Spanien avled 1665 blev Karl II av Spanien kung. Ludvig gjorde anspråk på Brabant, ett område i dagens Nederländerna som styrdes av den spanske kungen hade "överlåtits" till hans hustru, Maria Teresia. På grund av detta startade devolutionskriget 1667. Det varade till 1668. Ludvig deltog själv i många operationer och slag i kriget, bland annat belägringen av Lille. Fredsavtalet skrevs i Aix-la-Chapelle 1668. Frankrike erhöll alla erövringar i Flandern och staden Lille.
Det blev ytterligare problem i Nederländerna. Johan de Witt fruktade att Vilhelm III, prins av Oranien skulle skaffa sig mer makt i Nederländerna efter Vilhelm II av Oranien:s död 1650. Detta utlöste en maktkamp, som resulterade i det andra engelsk-nederländska kriget. Englands allierade Ludvig XIV erövrade snabbt både Flandern och Franche-Comté. Detta till trots formar dock England, Nederländerna och Sverige 1668 en trippelallians mot Frankrike, vars anspråk i Spanska Nederländerna stod i konflikt med den engelske kungens Karl II dito.

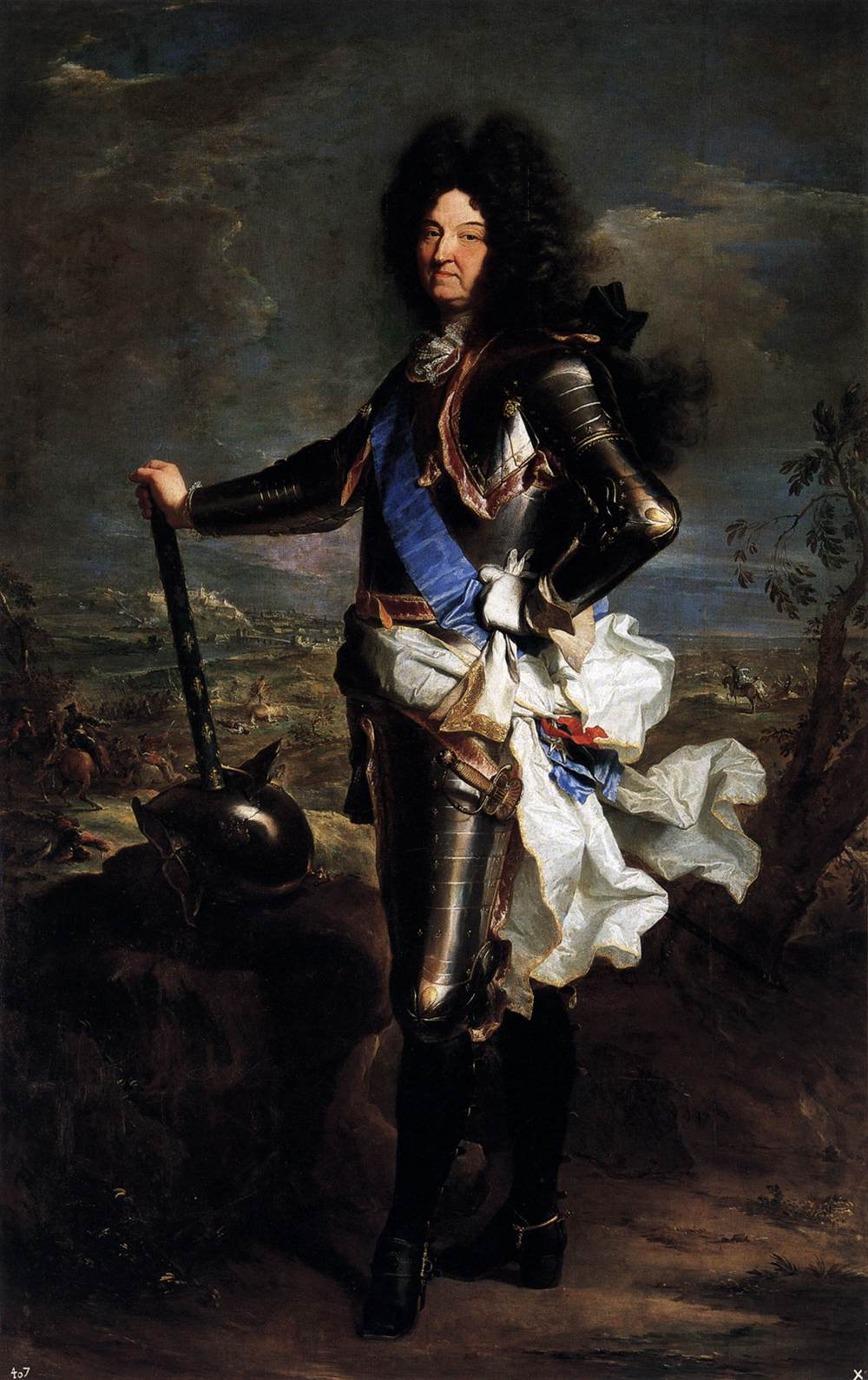
Ludvig XIV av Hyacinthe Rigaud år 1701.

Trippelalliansen höll dock inte länge. År 1670 skrev Karl II och Ludvig XIV på det hemliga avtalet i Dover. Man startade då krig mot den gemensamma fienden Nederländerna, det fransk-nederländska kriget. Fransmännen ockuperade stora delar av Nederländerna, och de Witt avsattes. Vilhelm III fick efter det mer makt. Han skapade en allians med Spanien, vilket ledde till freden i Westminster, där England lämnade kriget och återgick till status quo. Vilhelm III gifte sig med Maria II, kusin till Karl II. Ludvig beordrade nu att armén skulle ställas om till en mer defensiv position. 
Trots detta erövrades 1674 Franche-Comté och Alsace av fransmännen. Dessutom anslöt sig nu Sverige till kriget, på Frankrikes sida. I Sverige är denna konflikt mera känd som skånska kriget. Frankrike erövrade snabbt Gent och kriget tog slut 1678 med freden i Nijmegen. I fredsavtalet tvingades Spanien avträda Franche-Comté till Frankrike, medan Frankrike återlämnade alla territorier som man hade erövrat från Nederländerna under kriget.
Ludvig själv var mycket missnöjd med fredsavtalet, även om det stärkte Frankrikes position i Europa. Han avskedade diplomaten Simon Arnauld, eftersom han hade varit "för pacifistisk."
Kungen förbättrade armén, men genom diplomati lyckades han göra fler landvinningar. Tack vare de oklara formuleringarna i fredsavtal på den här tiden, kunde han påstå att de territorier som hade avträtts till honom i tidigare fredsavtal, även skulle gälla de områden territoriet tidigare låg i. Detta slutade med att Frankrike ockuperade vissa städer och områden. Bland de ockuperade områdena fanns Strasbourg (ockuperat 1681, Luxemburg och Saarbrücken. Det hela var Vaubans idé.
Strasbourg erkändes som en del av Frankrike 1697, efter pfalziska tronföljdskriget.

### På höjden av sin makt
I början på 1680-talet tilltog Frankrikes makt kraftigt. Vid Jean-Baptiste Colberts död 1683 hade skatteintäkterna tredubblats och ekonomin förbättrats. Europas furstar började efterlikna Ludvig, alltifrån hans konstsmak, maträtter han åt samt hans mode, till Frankrikes politiska system. Många tog även officiella mätresser, bara för att det gjordes i Versailles. Frankrikes kolonier i Afrika, Asien och i Amerika mångfaldigades. Upptäcktsresanden René-Robert Cavelier gjorde 1682 anspråk på området vid Mississippi och namngav det Louisiane (nuvarande Louisiana) efter Ludvig.

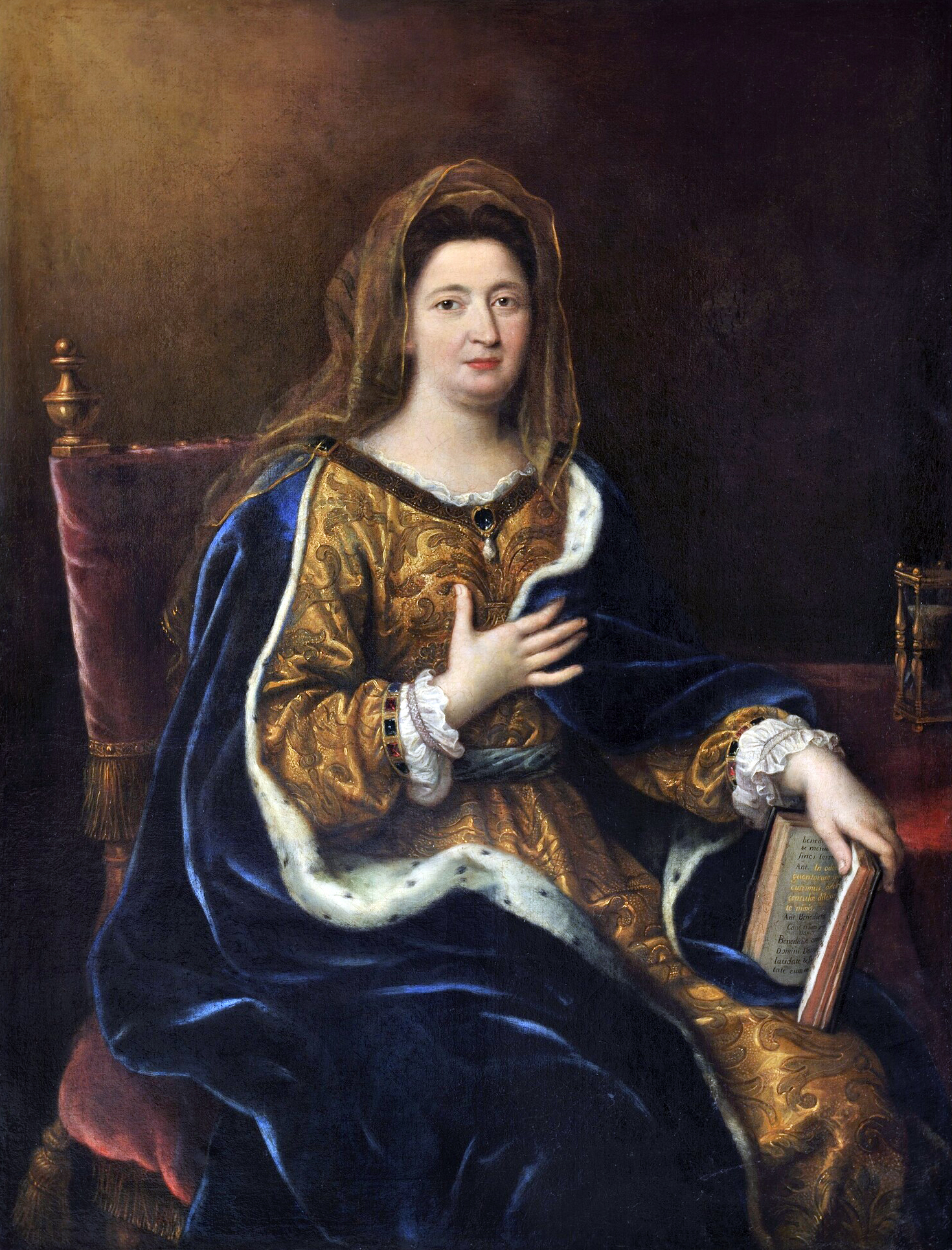
Françoise d'Aubigné de Maintenon, Ludvigs andra hustru.

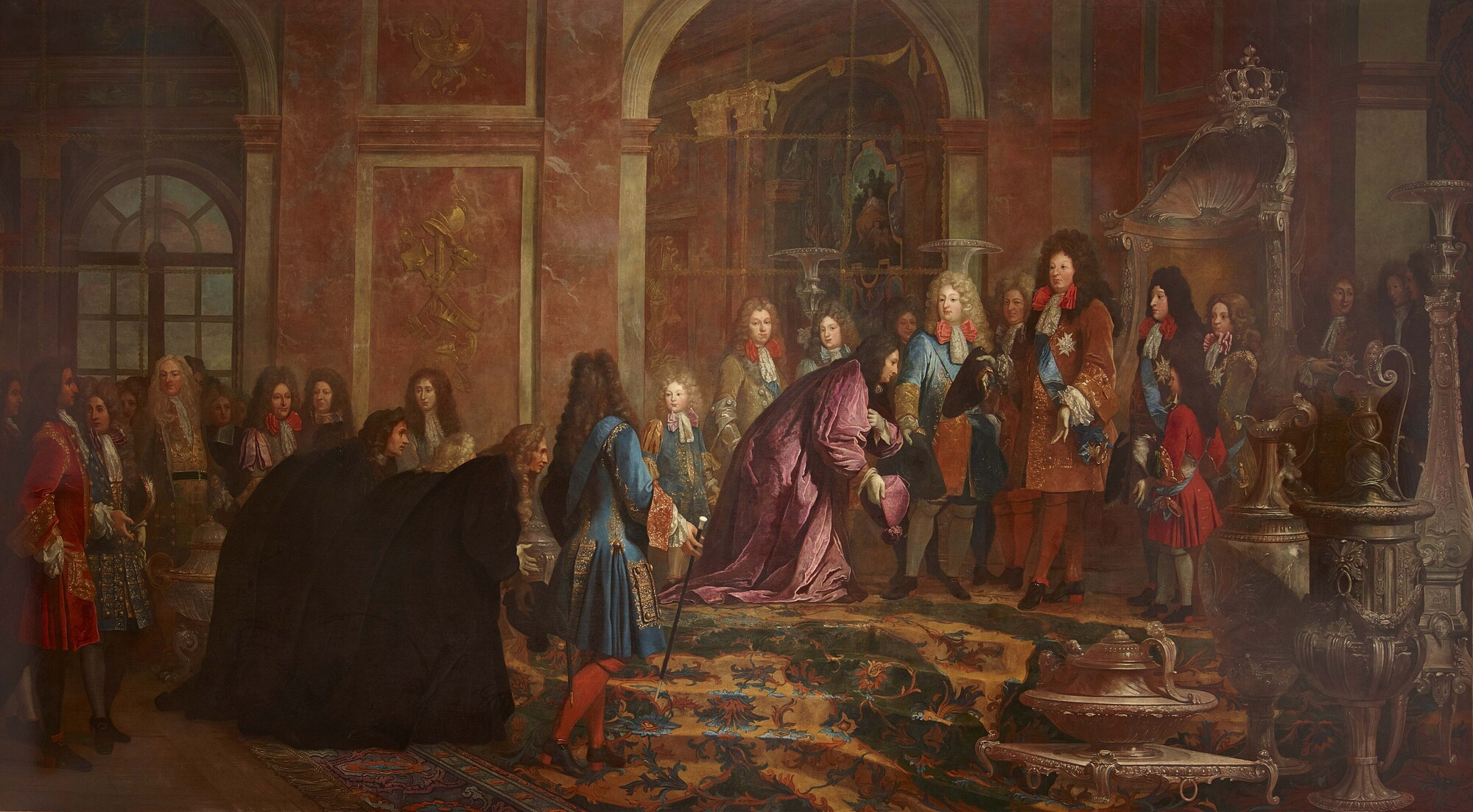
Dogen av Genua i Versailles, 15 maj 1685. Målning av Claude Guy Halle.

På det religiösa planet försökte han reformera påvens auktoritet. Kungens makt stärktes medan påvens minskade. Ludvig förbjöd påven att skicka legater till Frankrike utan hans personliga medgivande. Biskopar förbjöds lämna Frankrike utan hans godkännande, inga statstjänstemän fick bannlysas av påven med mera. 
Han förvandlade Versailles från ett jaktslott som användes av hans far till ett spektakulärt kungligt palats. Det byggdes om i fyra olika byggperioder. Han flyttade officiellt in i slottet den 6 maj 1682. Versailles bländande och respektingivande miljö var respekthöjande för landet, bland högt uppsatta personer, samtidigt som uppmärksamheten inte delades med folket. Hovlivet var lyxigt. Hovmännen levde i ett enormt överflöd av magnifika kläder, samtidigt som fester, middagar med mera nästan alltid hölls på slottet. Hovmännen tävlade också om kungens uppmärksamhet; det var en ära att sitta vid samma bord som Ludvig, eller bära en ljusstake till hans sovrum.
1685 stod Ludvig XIV vid sin makts höjd. Ärkefienden Österrike var ockuperade av Osmanska riket till följd av kriget mot Osmanska riket. Kriget började 1683 och avslutades 1699. Storvesiren hade nästan erövrat Wien, men 1683 lyckades Johan III Sobieski besegra turkarna. Under tiden hade Ludvig XIV fått kontroll över nya områden, till exempel Luxemburg och Strasbourg, vilka skyddade gränsen och Frankrike från en invasion. Efter att den tysk-romerske kejsaren svarat på attacken mot Wien, svävade inte riket i livsfara längre, men det Tysk-romerska riket återtog aldrig de provinser som Ludvig XIV hade annekterat. 
Frankrike bombade Genua 1684, som straff för att staden hade låtit spanjorerna låna stadens krigsfartyg i det tidigare avslutade fransk-nederländska kriget. I maj 1685 reste dogen till Paris för att be Ludvig om ursäkt. 
Ludvigs hustru Maria Teresia avled 1683. Det sägs att han gjorde sin "äktenskapliga plikt" varje dag, men ändå hade flera älskarinnor, av vilka de mest kända var Françoise Louise de La Baume Le Blanc de La Vallière, Françoise Athénaïs de Rochechouart de Montespan samt Marie-Angelique Fontanges. Som ett resultat av detta fick han många utomäktenskapliga barn. Dessa gav han fina titlar, lät dem gifta in sig i förnäma släkter, till och med i den kungliga familjen. Han var dock mer trogen sin nästa fru, Françoise d'Aubigné de Maintenon. De gifte sig troligtvis i slutet av 1685, hemligt och morganatiskt, ett äktenskap som skulle vara fram till hans död.
Madame de Maintenon var katolik och hade konverterat från protestantismen. Tidigare hade hon stött en förföljelse av protestanter och pressat Ludvig XIV att återkalla ediktet i Nantes, vilken gav hugenotterna en viss rätt att utöva sin religion. Ludvig stödde planen att återkalla ediktet, eftersom han ville ena Frankrike bakom en och samma religion – i det här fallet den romerska katolicismen.
I oktober 1685 utfärdade han ediktet i Fontainebleau. Det blev förbjudet att utöva någon annan religion än katolicismen, alla protestantiska och hugenottiska kyrkor revs eller stängdes. Den 17 januari 1686 påstod Ludvig att endast 1 000–1 500 hugenotter fanns kvar i Frankrike. Omkring 200 000 hugenotter lämnade Frankrike och sökte asyl i bland annat England, Nederländerna, Danmark, det Tysk-romerska riket och Nordamerika. Hugenotterna tog med sin kunskap till sina nya hemländer, men folk i Frankrike ansåg ändå att ediktet var bra, bland annat eftersom Vauban tyckte så.

### Pfalziska tronföljdskriget

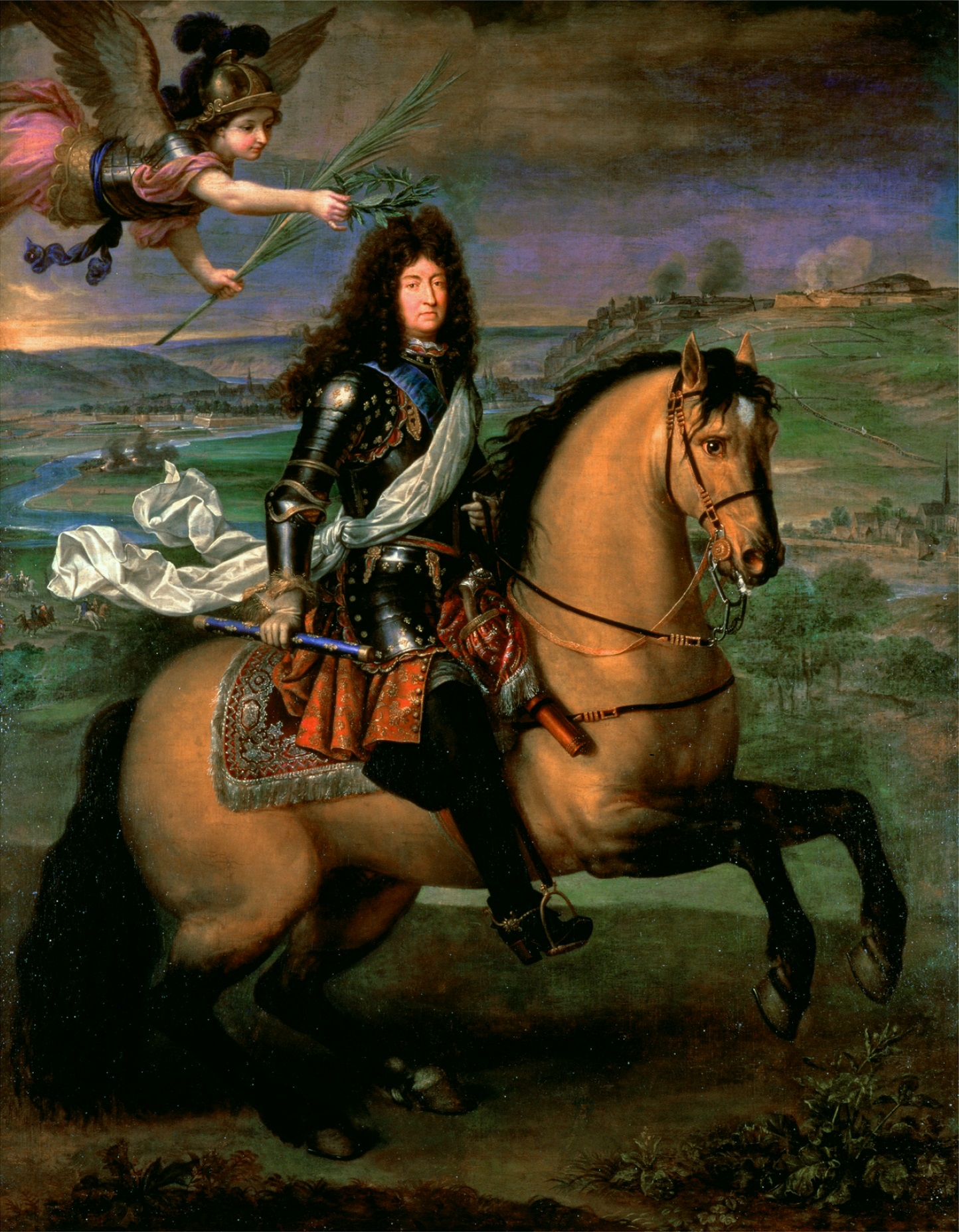
Ludvig XIV vid belägringen av Namur.

På 1680-talet blev flera stater i Europa missnöjda över Frankrikes stora makt och startade den Augusburgska ligan mot Frankrike. Anledningen var bland annat att Frankrike 1684 ockuperat Luxemburg. I ligan ingick Tysk-romerska riket, Bayern, Pfalz, Brandenburg, Sverige, Spanien och Nederländerna. År 1688 anföll Frankrike Pfalz och vann. Pfalz tvingades lämna ligan och med detta försvagades den ytterligare.
Frankrike trodde att Englands katolske kung Jakob II skulle förbli neutral, men i samband med den ärorika revolutionen, förändrades detta. Jakob II blev avsatt, och istället blev Vilhelm III kung och dennes hustru Maria medregent och gick med i ligan. 
Det pfalziska tronföljdskriget kunde börja.
Kriget gick bra för Frankrike. Kejsarens trupper var fullt upptagna med att kriga mot Osmanska riket. Frankrike stödde Jakob II.s försök att återta den engelska kronan, men den planen grusades i samband med slaget vid Boyne. Wiliamiterna kunde då sätta in fler trupper mot Frankrike på kontinenten. Men det hjälpte föga, då François-Henri de Montmorency, känd elev till Louis II Condé, krossade de allierade arméerna vid slaget vid Fleurus, slaget vid Steenkerque (1692) och slaget vid Neerwinden (1693). Under Ludvig XIV:s personliga ledning tog den franska armén Mons och Namur 1691 respektive 1692. Efter slagen vid Marsaglia och Staffarda och sjöslaget vid Beachy Head öppnades Katalonien för en fransk invasion. År 1696 tecknade hertigen av Savojen ett fredsavtal med fransmännen. Senare erövrade fransmännen Barcelona.
Fredsavtalet tecknades i Ryswick 1697. Frankrike avträdde vissa områden öster om Rhen, bland annat Luxemburg, Freiburg och Breisach am Rhein, men fick behålla Strasbourg. Frankrikes innehav av Haiti erkändes. Ludvig tvingades erkänna Vilhelm III och Maria II som regenter av England och lovade att inte stödja Jakob II.
Den augsburgska ligan upplöstes och Frankrikes fiender var inte längre enade. Å andra sidan fick Spanien tillbaka Katalonien och allt annat territorium förlorat under kriget. 
Frankrikes makt var fortfarande stor. Ludvig föreslog att hans kusin François Louis skulle bli kung av Polen, men istället blev August den starke Polens kung.

### Spanska tronföljdskriget
Efter freden i Ryswick var den spanska tronföljdsfrågan ett hett ämne i Europa. Karl II var mentalsjuk och kunde inte styra landet. Karl II regerade förutom Spanien också Neapel, Milano, Sicilien, Spanska Nederländerna samt ett stort kolonialimperium i form av Spanska imperiet. Frankrike och Österrike gjorde båda anspråk på den spanska tronen. Filip, duc d'Anjou, son till Ludvig XIV, ville regera Spanien, liksom Prins Karl av Österrike (son till Leopold I). Filip var avlägset släkt till Filip III och Karl var avlägset släkt med Maria Anna av Spanien, dotter till Filip III.
Många europeiska länder fruktade, att om Frankrike eller kejsaren fick kontroll över Spanien skulle maktbalansen i Europa rubbas. England och Nederländerna hade därför en egen kandidat – Josef Ferdinand av Bayern, sonson till Leopold I. Ett avtal undertecknades 1698 mellan Frankrike och England i Haag. Avtalet innebar att Josef Ferdinand blev kung av Spanien, medan kronprins Ludvig skulle erhålla Neapel, Sicilien och Toscana. Karl VI (prins Karl) fick Spanska Nederländerna. Spanien motsatte sig avtalet.
Sex månader senare insjuknade och avled Josef Ferdinand i smittkoppor. Det spanska kungahuset ville behålla hela det stora spanska riket under ett överhuvud. Detta kunde, enligt Karl II endast ske genom att man valde en efterträdare som tillhörde ett franskt eller österrikiskt hus. Karl II, under press från sin tyska fru, valde Habsburg och Karl VI. Ludvig XIV ignorerade detta och han och Vilhelm III skrev ett nytt avtal som betydde att prins Karl tog Spanien, Nederländerna och de spanska kolonierna medan kronprins Ludvig tog de italienska provinserna, med en tanke på att byta ut dem mot Savojen eller Lorraine.

### Hälsa
Kungen hade under sitt liv en mängd krämpor.
Som nittonåring drabbades han av dysenteri. Han överlevde, men tappade allt sitt hår och inget nytt växte ut. Detta gjorde att han började använda peruk, vilket blev högsta mode i hela Europa och i kolonier runt om i världen. Han hade dåliga tänder, varför läkarna drog ut dem så att han var tandlös då han var i fyrtioårsåldern. Kungen hade fått en smärtande fistel på ena skinkan så att han inte längre kunde rida. Efter en mycket plågsam operation lyckades läkarna bota honom. Han led dessutom av gikt, reumatism och dålig mage. Mot slutet av livet tvingades han leva på nedkylda, mogna eller nästan halvruttna fikon, mullbär och meloner.

## Citat
Frasen "L'État, c'est moi" ("Staten, det är jag") tillskrivs ofta Ludvig XIV, men detta anses vara felaktigt av historiker.
I kontrast till detta ifrågasatta citat, är det dokumenterat att Ludvig XIV på sin dödsbädd faktiskt skall ha sagt: "Je m'en vais, mais l'État demeurera toujours." ("Jag går bort, men staten består för evigt").

## Äktenskap och barn
Ludvig XIV har blivit omtalad för sitt kärleksliv, och hade ett stort antal älskarinnor och uppmärksammade kärleksförhållanden. 
Efter sin första förbindelse med Catherine Bellier och sina förälskelser i Anne-Madeleine de Conty d'Argencourt och Olympe Mancini förälskade han sig i Marie Mancini, som han ville gifta sig med, men tvingades bryta med 1659 för att ingå ett politiskt äktenskap.
Sedan han år 1660 hade gift sig, hade han tre öppet erkända mätresser. Han hade samtidigt även åtskilliga mer tillfälliga kärleksaffärer. Efter sin hustrus död 1683 gifte han om sig i hemlighet, och därefter upphörde snart hans utomäktenskapliga kärleksaffärer: de sista, med  Marie-Louise de Montmorency-Laval och Julie de Châteaubriant, ska ha ägt rum kort före hans sista giftermål med Madame de Maintenon samma år.  
Ludvig XIV fick 1660 en illegitim dotter med dottern till en trädgårdsmästare, och ryktades vara far till ett stort antal barn utanför äktenskapet. De enda utomäktenskapliga barn han formellt legitimerade var de barn han fick med sina officiella mätresser, och som uppnådde vuxen ålder.

### Äktenskap
Ludvig gifte sig 1659 med sin kusin Maria Teresia, dotter till Filip IV av Spanien och Elisabet av Frankrike. Hans första hustru kom emellertid helt i skymundan av hans mätresser, bland vilka de mest kända var:
- Françoise Louise de La Baume Le Blanc de La Vallière (mätress 1661–1667)
- Françoise Athénaïs de Rochechouart de Montespan (mätress 1667–1678)
- Marie-Angelique de Fontanges (mätress 1678–1681)

År 1684 gifte sig Ludvig XIV i hemlighet med Françoise d'Aubigné de Maintenon, som kom att utöva ett stort inflytande på kungen, särskilt på det religiösa planet.

### Barn med Maria Theresia av Österrike
1. Ludvig av Frankrike, le Grand Dauphin, född 1661, död 1711, far till Filip V av Spanien och farfar till Ludvig XV av Frankrike
2. Anne-Elisabeth, född och död 1662
3. Marie-Anne, född och död 1664
4. Marie-Thérèse, född 1667, död 1672
5. Filip av Anjou, född 1668, död 1671
6. Louis-François, född och död 1672

Ludvig XIV:s äldste son och även dennes äldste son avled före honom; han efterträddes som Frankrikes kung enligt principen om agnatisk primogenitur av sin sonsonsson, Ludvig (XV)

### Barn med Louise de La Vallière
- Tre barn som avled unga
- Marie Anne (1666–1739; gift med Louis Armand de Bourbon, prins av Conti)
- Louis (1667–1683; greve av Vermandois)

### Barn med Madame de Montespan
- Louise (1669–1672)
- Louis Auguste (1670–1736, hertig av Maine)
- Louis César (1672–1683)
- Louise Françoise (1673–1743, gift med Louis III av Bourbon)
- Louise Marie (1674–1681)
- Françoise Marie (1677–1749, gift med Filip av Orléans)
- Louis Alexandre (1678–1737, greve av Toulouse, amiral)

### Barn medClaude de Vin des Œillets
- Louise de Maisonblanche (1676–1718, gift med Bernard de Prez, Baron de La Queue)

## Galleri

Troligen Ludvig XIV som barn.
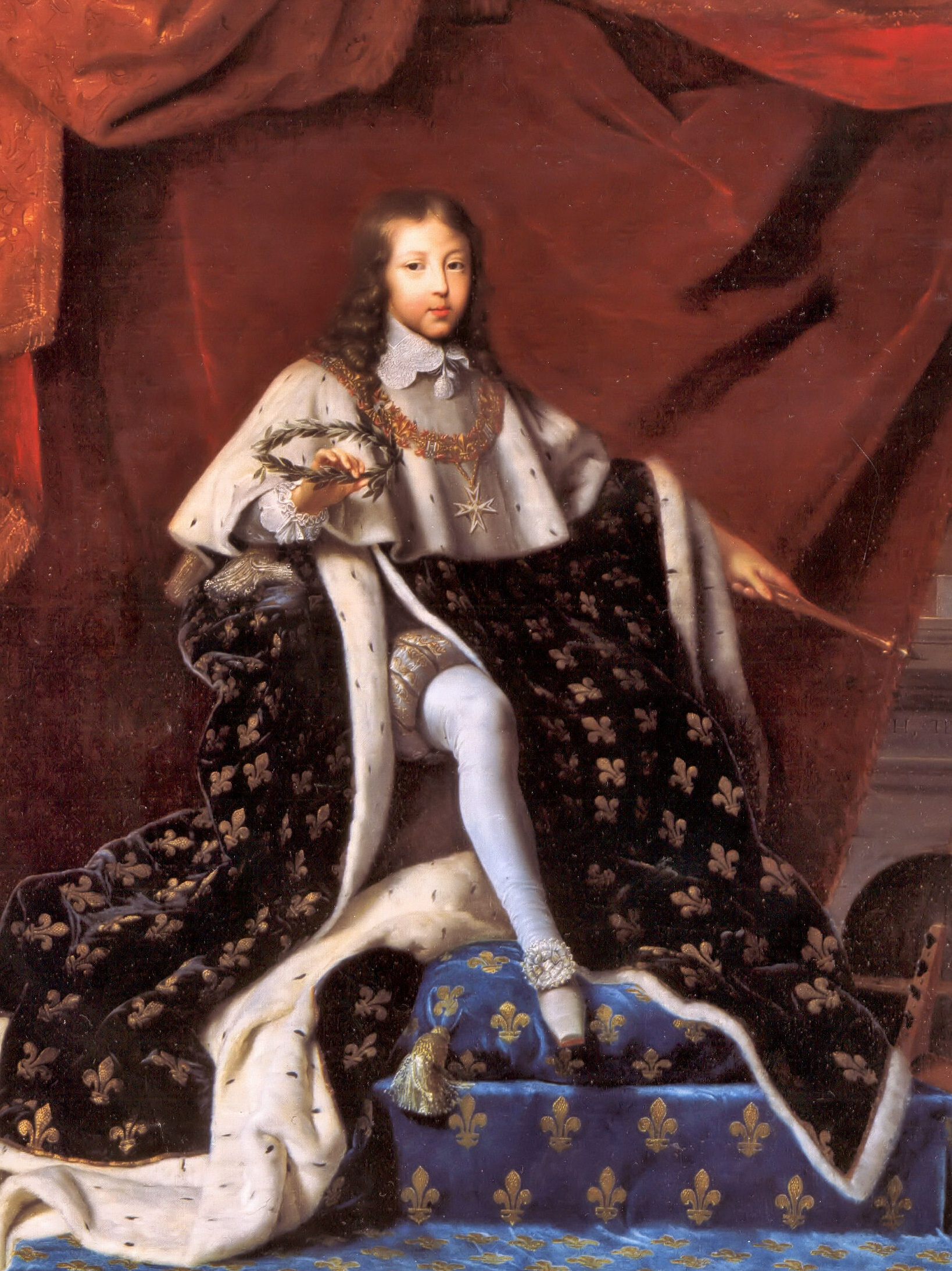
Ludvig XIV som tioåring.
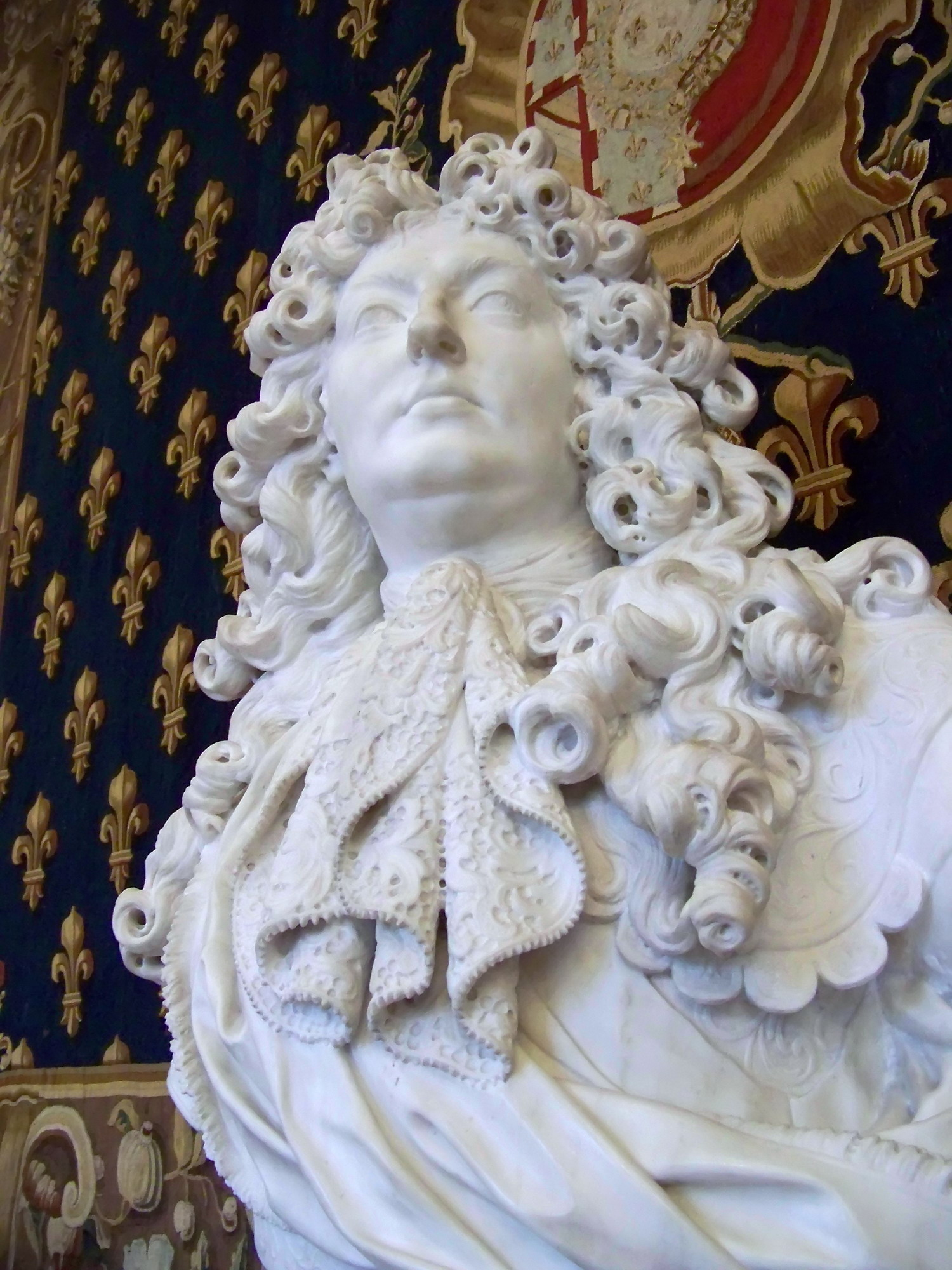
Byst föreställande Ludvig XIV.
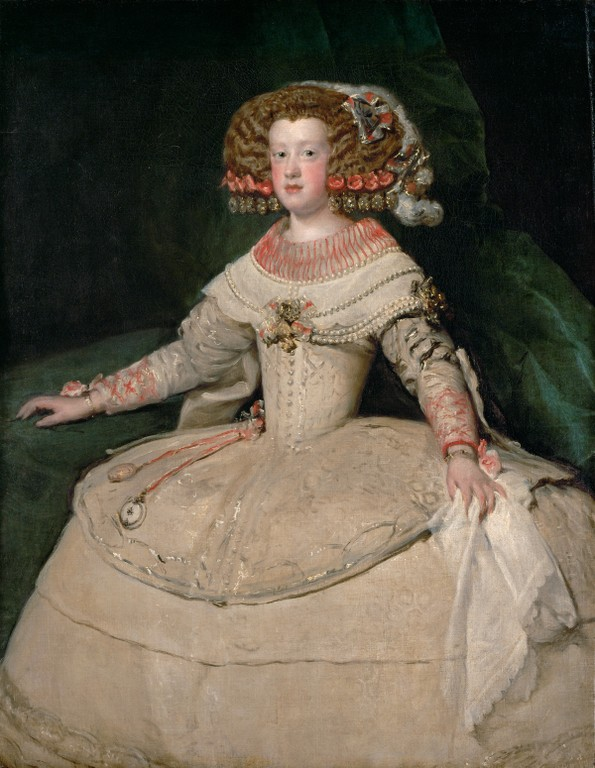
Ludvigs blivande fru Maria Teresia av Österrike 1652–53.

## Anfäder
|                    |  |  |  |  |  |  |  |                      |  |  |  |  |  |  |  |                                         |  |  |  |  |  |  |  |                                           |  |  |  |  |  |  |  | 16. Karl IV av Bourbon, hertig av Vendôme                    |
|                    |  |  |  |  |  |  |  |                      |  |  |  |  |  |  |  |                                         |  |  |  |  |  |  |  |                                           |  |  |  |  |  |  |  |                                                              |
|                    |  |  |  |  |  |  |  |                      |  |  |  |  |  |  |  |                                         |  |  |  |  |  |  |  | 8. Anton, titulärkung av Navarra          |  |  |  |  |  |  |  |                                                              |
|                    |  |  |  |  |  |  |  |                      |  |  |  |  |  |  |  |                                         |  |  |  |  |  |  |  |                                           |  |  |  |  |  |  |  |                                                              |
|                    |  |  |  |  |  |  |  |                      |  |  |  |  |  |  |  |                                         |  |  |  |  |  |  |  |                                           |  |  |  |  |  |  |  | 17. Françoise d'Alençon                                      |
|                    |  |  |  |  |  |  |  |                      |  |  |  |  |  |  |  |                                         |  |  |  |  |  |  |  |                                           |  |  |  |  |  |  |  |                                                              |
|                    |  |  |  |  |  |  |  |                      |  |  |  |  |  |  |  | 4. Kung Henrik IV                       |  |  |  |  |  |  |  |                                           |  |  |  |  |  |  |  |                                                              |
|                    |  |  |  |  |  |  |  |                      |  |  |  |  |  |  |  |                                         |  |  |  |  |  |  |  |                                           |  |  |  |  |  |  |  |                                                              |
|                    |  |  |  |  |  |  |  |                      |  |  |  |  |  |  |  |                                         |  |  |  |  |  |  |  |                                           |  |  |  |  |  |  |  | 18. Kung Henrik II av Navarra                                |
|                    |  |  |  |  |  |  |  |                      |  |  |  |  |  |  |  |                                         |  |  |  |  |  |  |  |                                           |  |  |  |  |  |  |  |                                                              |
|                    |  |  |  |  |  |  |  |                      |  |  |  |  |  |  |  |                                         |  |  |  |  |  |  |  | 9. Drottning Johanna III av Navarra       |  |  |  |  |  |  |  |                                                              |
|                    |  |  |  |  |  |  |  |                      |  |  |  |  |  |  |  |                                         |  |  |  |  |  |  |  |                                           |  |  |  |  |  |  |  |                                                              |
|                    |  |  |  |  |  |  |  |                      |  |  |  |  |  |  |  |                                         |  |  |  |  |  |  |  |                                           |  |  |  |  |  |  |  | 19. Margareta av Angoulême                                   |
|                    |  |  |  |  |  |  |  |                      |  |  |  |  |  |  |  |                                         |  |  |  |  |  |  |  |                                           |  |  |  |  |  |  |  |                                                              |
|                    |  |  |  |  |  |  |  | 2. Kung Ludvig XIII  |  |  |  |  |  |  |  |                                         |  |  |  |  |  |  |  |                                           |  |  |  |  |  |  |  |                                                              |
|                    |  |  |  |  |  |  |  |                      |  |  |  |  |  |  |  |                                         |  |  |  |  |  |  |  |                                           |  |  |  |  |  |  |  |                                                              |
|                    |  |  |  |  |  |  |  |                      |  |  |  |  |  |  |  |                                         |  |  |  |  |  |  |  |                                           |  |  |  |  |  |  |  | 20. Storhertig Cosimo I av Toscana                           |
|                    |  |  |  |  |  |  |  |                      |  |  |  |  |  |  |  |                                         |  |  |  |  |  |  |  |                                           |  |  |  |  |  |  |  |                                                              |
|                    |  |  |  |  |  |  |  |                      |  |  |  |  |  |  |  |                                         |  |  |  |  |  |  |  | 10. Storhertig Frans I av Toscana         |  |  |  |  |  |  |  |                                                              |
|                    |  |  |  |  |  |  |  |                      |  |  |  |  |  |  |  |                                         |  |  |  |  |  |  |  |                                           |  |  |  |  |  |  |  |                                                              |
|                    |  |  |  |  |  |  |  |                      |  |  |  |  |  |  |  |                                         |  |  |  |  |  |  |  |                                           |  |  |  |  |  |  |  | 21. Eleonora de Toledo                                       |
|                    |  |  |  |  |  |  |  |                      |  |  |  |  |  |  |  |                                         |  |  |  |  |  |  |  |                                           |  |  |  |  |  |  |  |                                                              |
|                    |  |  |  |  |  |  |  |                      |  |  |  |  |  |  |  | 5. Maria av Medici                      |  |  |  |  |  |  |  |                                           |  |  |  |  |  |  |  |                                                              |
|                    |  |  |  |  |  |  |  |                      |  |  |  |  |  |  |  |                                         |  |  |  |  |  |  |  |                                           |  |  |  |  |  |  |  |                                                              |
|                    |  |  |  |  |  |  |  |                      |  |  |  |  |  |  |  |                                         |  |  |  |  |  |  |  |                                           |  |  |  |  |  |  |  | 22. Kejsar Ferdinand I av det Tysk-romerska riket (även 28)  |
|                    |  |  |  |  |  |  |  |                      |  |  |  |  |  |  |  |                                         |  |  |  |  |  |  |  |                                           |  |  |  |  |  |  |  |                                                              |
|                    |  |  |  |  |  |  |  |                      |  |  |  |  |  |  |  |                                         |  |  |  |  |  |  |  | 11. Johanna av Österrike                  |  |  |  |  |  |  |  |                                                              |
|                    |  |  |  |  |  |  |  |                      |  |  |  |  |  |  |  |                                         |  |  |  |  |  |  |  |                                           |  |  |  |  |  |  |  |                                                              |
|                    |  |  |  |  |  |  |  |                      |  |  |  |  |  |  |  |                                         |  |  |  |  |  |  |  |                                           |  |  |  |  |  |  |  | 23. Anna av Böhmen och Ungern (även 29)                      |
|                    |  |  |  |  |  |  |  |                      |  |  |  |  |  |  |  |                                         |  |  |  |  |  |  |  |                                           |  |  |  |  |  |  |  |                                                              |
| 1. Kung Ludvig XIV |  |  |  |  |  |  |  |                      |  |  |  |  |  |  |  |                                         |  |  |  |  |  |  |  |                                           |  |  |  |  |  |  |  |                                                              |
|                    |  |  |  |  |  |  |  |                      |  |  |  |  |  |  |  |                                         |  |  |  |  |  |  |  |                                           |  |  |  |  |  |  |  | 24. Kejsar Karl V av det Tysk-romerska riket & Spaniens kung |
|                    |  |  |  |  |  |  |  |                      |  |  |  |  |  |  |  |                                         |  |  |  |  |  |  |  |                                           |  |  |  |  |  |  |  |                                                              |
|                    |  |  |  |  |  |  |  |                      |  |  |  |  |  |  |  |                                         |  |  |  |  |  |  |  | 12. Kung Filip II av Spanien & Portugal   |  |  |  |  |  |  |  |                                                              |
|                    |  |  |  |  |  |  |  |                      |  |  |  |  |  |  |  |                                         |  |  |  |  |  |  |  |                                           |  |  |  |  |  |  |  |                                                              |
|                    |  |  |  |  |  |  |  |                      |  |  |  |  |  |  |  |                                         |  |  |  |  |  |  |  |                                           |  |  |  |  |  |  |  | 25. Isabella av Portugal                                     |
|                    |  |  |  |  |  |  |  |                      |  |  |  |  |  |  |  |                                         |  |  |  |  |  |  |  |                                           |  |  |  |  |  |  |  |                                                              |
|                    |  |  |  |  |  |  |  |                      |  |  |  |  |  |  |  | 6. Kung Filip III av Spanien & Portugal |  |  |  |  |  |  |  |                                           |  |  |  |  |  |  |  |                                                              |
|                    |  |  |  |  |  |  |  |                      |  |  |  |  |  |  |  |                                         |  |  |  |  |  |  |  |                                           |  |  |  |  |  |  |  |                                                              |
|                    |  |  |  |  |  |  |  |                      |  |  |  |  |  |  |  |                                         |  |  |  |  |  |  |  |                                           |  |  |  |  |  |  |  | 26. Kejsar Maximilian II av det Tysk-romerska riket          |
|                    |  |  |  |  |  |  |  |                      |  |  |  |  |  |  |  |                                         |  |  |  |  |  |  |  |                                           |  |  |  |  |  |  |  |                                                              |
|                    |  |  |  |  |  |  |  |                      |  |  |  |  |  |  |  |                                         |  |  |  |  |  |  |  | 13. Anna av Österrike                     |  |  |  |  |  |  |  |                                                              |
|                    |  |  |  |  |  |  |  |                      |  |  |  |  |  |  |  |                                         |  |  |  |  |  |  |  |                                           |  |  |  |  |  |  |  |                                                              |
|                    |  |  |  |  |  |  |  |                      |  |  |  |  |  |  |  |                                         |  |  |  |  |  |  |  |                                           |  |  |  |  |  |  |  | 27. Maria av Österrike                                       |
|                    |  |  |  |  |  |  |  |                      |  |  |  |  |  |  |  |                                         |  |  |  |  |  |  |  |                                           |  |  |  |  |  |  |  |                                                              |
|                    |  |  |  |  |  |  |  | 3. Anna av Österrike |  |  |  |  |  |  |  |                                         |  |  |  |  |  |  |  |                                           |  |  |  |  |  |  |  |                                                              |
|                    |  |  |  |  |  |  |  |                      |  |  |  |  |  |  |  |                                         |  |  |  |  |  |  |  |                                           |  |  |  |  |  |  |  |                                                              |
|                    |  |  |  |  |  |  |  |                      |  |  |  |  |  |  |  |                                         |  |  |  |  |  |  |  |                                           |  |  |  |  |  |  |  | 28. samma som 22                                             |
|                    |  |  |  |  |  |  |  |                      |  |  |  |  |  |  |  |                                         |  |  |  |  |  |  |  |                                           |  |  |  |  |  |  |  |                                                              |
|                    |  |  |  |  |  |  |  |                      |  |  |  |  |  |  |  |                                         |  |  |  |  |  |  |  | 14. Karl II, ärkehertig av Inre Österrike |  |  |  |  |  |  |  |                                                              |
|                    |  |  |  |  |  |  |  |                      |  |  |  |  |  |  |  |                                         |  |  |  |  |  |  |  |                                           |  |  |  |  |  |  |  |                                                              |
|                    |  |  |  |  |  |  |  |                      |  |  |  |  |  |  |  |                                         |  |  |  |  |  |  |  |                                           |  |  |  |  |  |  |  | 29. samma som 23                                             |
|                    |  |  |  |  |  |  |  |                      |  |  |  |  |  |  |  |                                         |  |  |  |  |  |  |  |                                           |  |  |  |  |  |  |  |                                                              |
|                    |  |  |  |  |  |  |  |                      |  |  |  |  |  |  |  | 7. Margareta av Österrike               |  |  |  |  |  |  |  |                                           |  |  |  |  |  |  |  |                                                              |
|                    |  |  |  |  |  |  |  |                      |  |  |  |  |  |  |  |                                         |  |  |  |  |  |  |  |                                           |  |  |  |  |  |  |  |                                                              |
|                    |  |  |  |  |  |  |  |                      |  |  |  |  |  |  |  |                                         |  |  |  |  |  |  |  |                                           |  |  |  |  |  |  |  | 30. Hertig Albrekt V av Bayern                               |
|                    |  |  |  |  |  |  |  |                      |  |  |  |  |  |  |  |                                         |  |  |  |  |  |  |  |                                           |  |  |  |  |  |  |  |                                                              |
|                    |  |  |  |  |  |  |  |                      |  |  |  |  |  |  |  |                                         |  |  |  |  |  |  |  | 15. Maria av Bayern                       |  |  |  |  |  |  |  |                                                              |
|                    |  |  |  |  |  |  |  |                      |  |  |  |  |  |  |  |                                         |  |  |  |  |  |  |  |                                           |  |  |  |  |  |  |  |                                                              |
|                    |  |  |  |  |  |  |  |                      |  |  |  |  |  |  |  |                                         |  |  |  |  |  |  |  |                                           |  |  |  |  |  |  |  | 31. Anna av Österrike                                        |
|                    |  |  |  |  |  |  |  |                      |  |  |  |  |  |  |  |                                         |  |  |  |  |  |  |  |                                           |  |  |  |  |  |  |  |                                                              |